# Kepler-186c
Kepler-186c és un exoplaneta situat a la constel·lació del Cigne, a 492,5 anys llum de la Terra. El seu descobriment es va confirmar el 2014, després que el telescopi espacial Kepler detectara diversos trànsits de l'objecte davant del seu estel. Té un radi d'1,34 radis terrestres, inferior al límit teòric establert pels experts que separa als cossos terrestres dels de tipus gasós. Per tant, és probable que es tracte d'un planeta tel·lúric.
Es coneixen altres quatre planetes pertanyents al sistema Kepler-186, Kepler-186b, Kepler-186d, Kepler-186e i Kepler-186f. Excepte aquest últim, tots orbiten al seu estel a distàncies reduïdes i, com a conseqüència, és probable que les seves temperatures siguen molt altes. Kepler-186f és el primer exoplaneta de massa terrestre descobert que pertany a la zona d'habitabilitat del seu sistema.

## Característiques
Kepler-186 és una estrella de tipus K-tardà, pràcticament una nana roja, amb una massa de 0,48 masses solars i un radi de 0,47 radis solars. La seua metal·licitat (-0,28) és molt similar a la del Sol encara que un poc menor, cosa que sembla indicar una lleugera escassesa d'elements pesants (és a dir, tots excepte l'hidrogen i l'heli). El límit d'acoblament de marea del sistema s'hi troba entre el centre de la zona d'habitabilitat i la seva frontera externa, a 0,3752 ua de l'estel. Kepler-186b, amb un semieix major de 0,04 ua, està massa a prop per a superar el límit d'ancoratge. Per tant, és molt probable que tinga un hemisferi diürn i un altre nocturn.
El radi observat del planeta és d'1,34 radis terrestres, per sota del límit d'1,6 radis terrestres que marca la separació entre els planetes tel·lúrics i els de tipus minineptú, encara que no tant com el seu company Kepler-186b. Si la composició de l'objecte és semblant a la de la Terra, la seva massa seria d'unes 2,37 masses terrestres i la seva gravetat un 31% major que la terrestre. Amb aquestes característiques, és probable que siga un planeta tel·lúric com la Terra o Venus, encara que la possibilitat que es tracte d'un món oceànic on l'aigua es trobe en un estat de fluid supercrític encara no ha pogut ser descartada. No obstant això, donada la proximitat respecte a l'estel, caldria esperar que perdés gairebé tota la seva atmosfera, especialment l'hidrogen per escapament atmosfèric.
Considerant la seva ubicació en el sistema i la lluminositat del seu estel, la temperatura d'equilibri de Kepler-186c és de 191,45 °C. Si la seva atmosfera i albedo són similars als de la Terra, la seva temperatura mitjana en la superfície rondaria els 230°C, encara que és probable que per la proximitat respecte al seu estel, la consegüent pèrdua d'aigua, l'ancoratge per marea i la major activitat volcànica —a conseqüència de la seva massa i ubicació en el sistema—; sofrisca un efecte d'hivernacle descontrolat que incremente àmpliament les seves temperatures. En Venus, que proporcionalment orbita a una distància molt superior a la de Kepler-186c, la diferència entre la temperatura d'equilibri i la temperatura mitjana superficial s'acosta als 500 °C.

## Sistema
Kepler-186c és el segon exoplaneta confirmat en el sistema Kepler-186, després de Kepler-186b. Poc després es van descobrir tres més, Kepler-186d, Kepler-186e i Kepler-186f. Tots excepte Kepler-186f orbiten a distàncies molt properes entre si i respecte al seu estel. Kepler-186c completa una òrbita al voltant del seu astre cada 7,27 dies, Kepler-186b cada 3,89, Kepler-186d cada 13,34 i Kepler-186e cada 22,41. Durant la distància mínima d'intersecció orbital, la separació entre cadascun d'ells i els seus planetes més propers, roman entre els quatre i els cinc milions de quilòmetres, gairebé deu vegades més a prop que la distància mínima entre Venus i la Terra, i només dotze vegades més que la distància entre la Lluna i la Terra. Quan les seves òrbites coincideixen, Kepler-186b i Kepler-186c arriben a estar separats amb prou feines tres milions de quilòmetres, només vuit vegades més que la distància entre la Terra i la Lluna.